# Langschwanz-Uferwipper
Der Langschwanz-Uferwipper (Cinclodes pabsti), auch als Santa Catarina-Uferwipper  bezeichnet, ist ein Singvogel aus der Familie der Töpfervögel (Furnariidae), beheimatet im südöstlichen Brasilien. Er wurde 1966 entdeckt und 1969 von Helmut Sick beschrieben. Benannt wurde er nach dem brasilianischen  Botaniker Guido Frederico João Pabst. Er ist eng verwandt mit dem Kurzschnabel-Uferwipper (Cinclodes fuscus) und mehrere Wissenschaftler nehmen an, dass sich beide Arten während des Pleistozäns voneinander isoliert haben.

## Beschreibung
Er erreicht eine Länge von 21,5 cm. Sein Gefieder ist allgemein hell lehmfarbig mit rötlich-braunen Flügeln. Vom Hinterkopf zieht sich ein langer, weißlich grauer Augenstreif bis hin zum Schnabel. Kehle und Unterbauch sind weißlich. Die Beine sind grau.

## Lebensweise
Er fliegt recht gut, aber im Gegensatz zu anderen Arten dieser Familie bewegt er sich bevorzugt rennend und laufend auf dem Boden. Seine Nahrung besteht aus Insekten und anderen Wirbellosen.
Er nistet in Felsnischen und die Brutzeit ist September bis November.

## Vorkommen & Lebensraum
Er ist endemisch im Südosten des Bundesstaates Santa Catarina und im Nordosten von Rio Grande do Sul. Er bevorzugt offene Grasländer und felsige Gebiete in einer Höhe von 750–1700 m, gerne auch in der Nähe von Farmen und menschlichen Behausungen.